# Theodor Goerlitz
Theodor Hans Walter Goerlitz (* 15. Mai 1885 in Breslau; † 4. Mai 1949 in Magdeburg) war ein deutscher Lokalpolitiker (DDP) und Historiker. Er war viele Jahre Oberbürgermeister der Stadt Oldenburg.

## Leben

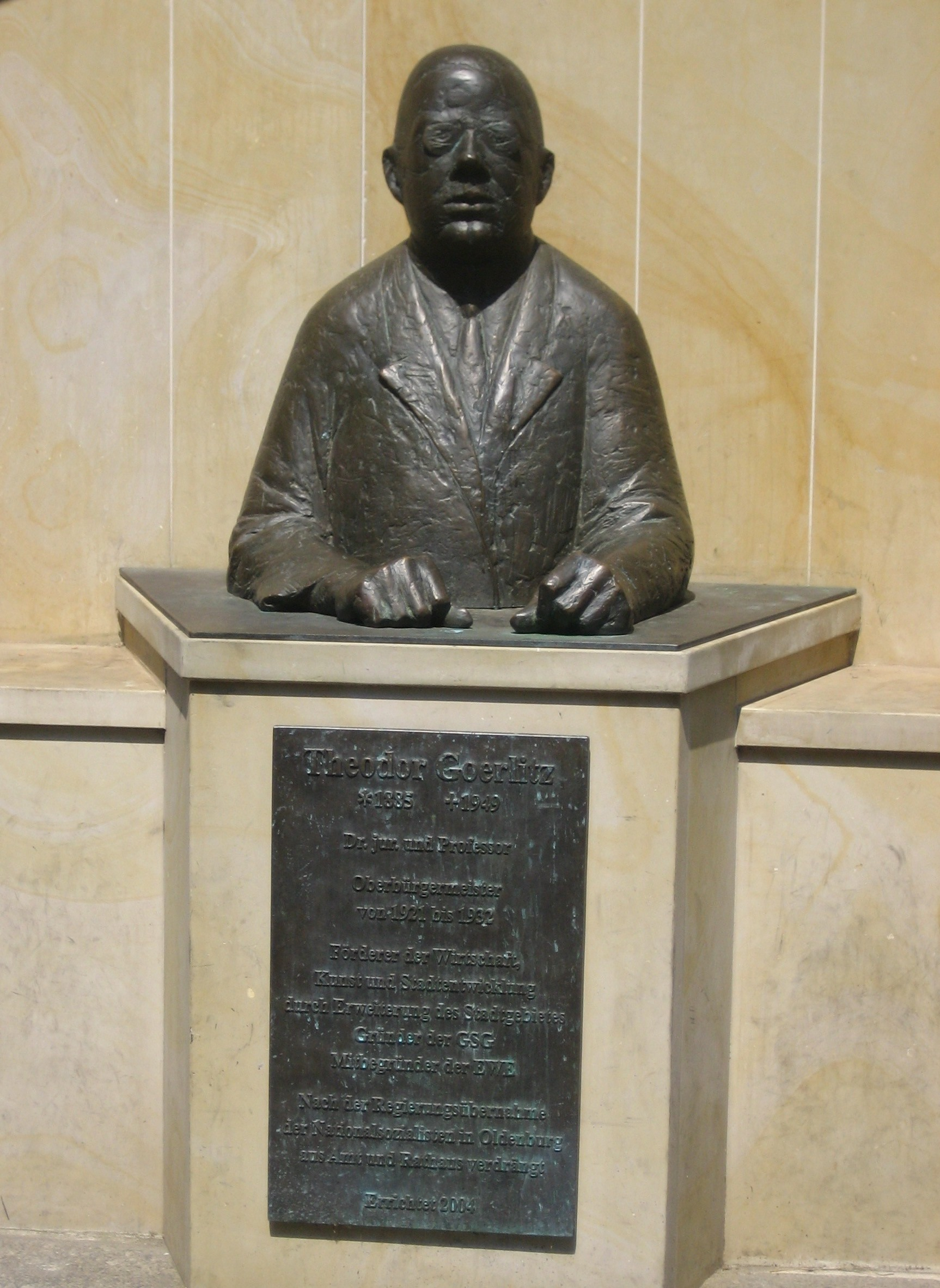
Büste in Oldenburg vor dem Rathaus

Goerlitz war der Sohn des Breslauer Kaufmanns Theodor Goerlitz und dessen Ehefrau Clara geb. Mentzel. Er besuchte das Johannesgymnasium und studierte von 1903 bis 1907 Rechtswissenschaften an der Universität Breslau. Dort promovierte er im Jahr 1907 und begann schon bald mit ersten Lehraufträgen in den Fächern Wirtschaft und Verwaltung. Ab 1912 arbeitete er bei der Stadtverwaltung Breslau und wurde 1916 Stadtrat und Finanzreferent in Thorn. 1918 übersiedelte er nach Altona, wo er Senator wurde. Am 22. März 1921 wurde er als Kandidat der Deutschen Demokratischen Partei mit knapper Mehrheit zum Oberbürgermeister Oldenburgs gewählt und am 7. Juni in sein Amt eingeführt. Durch die Eingemeindungen der Ortschaften Osternburg (1922) und Eversten (1924) beseitigte er die räumliche Einengung der Stadt, die die Industrialisierung bisher behindert hatte. Schwerpunkte seiner Arbeit lagen in der Industrieansiedlung und Wirtschaftsförderung (Fleischwarenfabrik, Zentralviehmarkt) und in dem Ausbau des Schulwesens und der kulturellen Einrichtungen. Am 8. November 1928 bestätigte ihn der Gesamtstadtrat für weitere acht Jahre in seinem Amt. Nach der Regierungsübernahme der Nationalsozialisten in Oldenburg wurde Goerlitz am 2. November 1932 abgewählt und im folgenden Jahr in den Ruhestand versetzt. Bereits im Januar 1931 hatte die NSDAP im Stadtrat versucht, Goerlitz mit den Stimmen der DNVP, der Wirtschaftspartei und des Landbundes in den Wartestand zu versetzen, war aber gescheitert, da der dem Zentrum angehörende Innenminister Franz Driver seine erforderliche Zustimmung verweigert hatte.
Goerlitz zog im Jahr 1933 in seine Geburtsstadt Breslau zurück, wo er einen Lehrauftrag erhielt und 1939 Honorarprofessor wurde. Im Jahr 1941 übernahm Goerlitz die Direktion des Instituts zur Erforschung des Magdeburger Stadtrechts in Magdeburg, die er bis 1945 ausübte. Danach wurde er von den sowjetischen Besatzungsbehörden als Amtsrichter in Magdeburg eingesetzt, bevor er 1947 die Berufung zum Honorarprofessor an der Martin-Luther-Universität Halle-Wittenberg erhielt, die er wegen eines Schlaganfalls jedoch nicht mehr annehmen konnte. Vor dem Rathaus in Oldenburg wurde 2004 ihm zu Ehren eine Büste aufgestellt.
Im Oldenburger Neubaugebiet am Brookweg wurde die Dr.-Theodor-Goerlitz-Straße nach ihm benannt.

## Werk
Theodor Goerlitz legte zahlreiche juristische Publikationen insbesondere zur Verbreitung des Stadtrechts vor. Bereits 1934 veröffentlichte er eine Untersuchung über die Rolandsbilder, der 1938 eine Studie über die Stadtrechtsfamilien Schlesiens folgte. Sein wissenschaftlicher Nachlass liegt teilweise im Landeshauptarchiv Sachsen-Anhalt und teilweise in der Dokumentesammlung des Herder-Instituts Marburg.